# Claes Rahm
Clas Göran Michael Rahm, född 18 februari 1964 i Köping, är en svensk före detta friidrottare (tresteg). Han tävlade för Gefle IF.
Vid VM i friidrott i Helsingfors 1983 deltog han i tresteg men blev utslagen i kvalet.
Han har belönats med Stora Grabbars och Tjejers Märke.